# 豪厄爾斯 (內布拉斯加州)
豪厄爾斯（英語：Howells）是位於美國內布拉斯加州科爾法克斯縣的村。

## 人口
根據2020年美國人口普查的數據，豪厄爾斯的面積為1.49平方千米，皆為陸地。當地共有人口561人，而人口密度為每平方千米377人。